# Escudo de armas del Estado Anzoátegui
El Escudo de armas del Estado Anzoategui fue decretado como tal por el ejecutivo regional el 9 de septiembre de 1933.

## Composición heráldica
El escudo está dividido en dos cuarteles con los colores amarillo y azul.
- El cuartel superior amarillo contiene una fortaleza, que representa la Casa Fuerte de Barcelona, sobre la que se alza el ave fénix, símbolo de Venezuela, resurgiendo de las cenizas de la guerra. En ambos lados de la fortaleza, los eslabones de unas cadenas rotas simbolizan la independencia de España y la abolición de la esclavitud.
- El cuartel inferior azul muestra a un toro al trote hacia su derecha. Este animal representa la riqueza agropecuaria del Estado.

Las figuras exteriores del escudo son las siguientes:
- Detrás del escudo, está un sol naciente que simboliza la situación de la entidad en territorio oriental. Los rayos de este sol salen hacia la parte superior del escudo en forma de arco, y los mismos representan los municipios en los que está dividido el Estado.

- Detrás del escudo, se entrecruzan dos cañones de bronce, a los lados dos ramas de laurel. Estos simbolizan las glorias de los nacidos en el Estado durante la guerra de independencia.

- En la base del escudo, una cinta une los dos cañones. En esta, la inscripción «Tumba de sus tiranos» conmemora la Batalla de Urica, librada en el Estado y en la que murió el realista José Tomás Boves.